# Epipleoneura waiwaiana
Epipleoneura waiwaiana – gatunek ważki z rodziny łątkowatych (Coenagrionidae). Szeroko rozpowszechniony w Ameryce Południowej; stwierdzono go w południowej Wenezueli (stan Amazonas) i Brazylii (stany Pará, Mato Grosso i Amazonas).